# Podura fuscata
Podura fuscata es una especie de Collembola en el género Podura.